# 橋本次六
橋本 次六（はしもと じろく、1852年12月25日（嘉永5年11月11日） - 1929年（昭和4年）1月5日）は、日本の政治家、衆議院議員（2期）。

## 経歴
石川県出身。漢学を学ぶ。農業を営み、中島村戸長、鹿島郡会議員、同参事会員、石川県会議員、中島村長、石川県勧業諮問会員、同県地方森林会議員、七尾貿易同盟会相談役、鹿島郡蚕業組合評議員となる。また、蚕業の拡張、植林、開墾、銀行、土木等に係る会社を設立し、経営する。
1892年の第2回衆議院議員総選挙において石川3区から弥生倶楽部公認で立候補して当選した。その後、時をおいて、1908年の第10回衆議院議員総選挙において石川県郡部から立憲政友会公認で立候補して当選する。衆議院議員を2期務め、1912年の第11回衆議院議員総選挙には出馬しなかった。1929年に死去した。